# 1984年ロサンゼルスオリンピックのアーチェリー競技
1984年ロサンゼルスオリンピックのアーチェリー競技（1984ねんロサンゼルスオリンピックのアーチェリーきょうぎ）は、1984年8月8日から8月11日にかけて行われた。

## 概要
1972年より使用されている方式が使われ、男子個人と女子個人が行われた。
ダブルFITAラウンドと呼ばれる方式がとられ、4日間で計288本の矢を4つの異なる距離（男子は90,70,50,30mで女子は70,60,50,30m）で放ち競った。この方式がとられたのは4回目であったがオリンピックで用いられたのは最後であった。
女子個人で35位となったニュージーランドのネロリ・フェアホールは、オリンピックに出場した初の対麻痺を持つ選手であった。

## 競技結果
| 種目     | 金                                  | 銀                                          | 銅                      |
| -------- | ----------------------------------- | ------------------------------------------- | ----------------------- |
| 男子個人 | ダレル・ペイス アメリカ合衆国 (USA) | リチャード・マッキニー アメリカ合衆国 (USA) | 山本博 日本 (JPN)       |
| 女子個人 | ソ・ヒャンスン 韓国 (KOR)           | 李玲娟 中国 (CHN)                           | キム・ジンノ 韓国 (KOR) |